# Петропавловка (Луганская область)
Петропа́вловка (укр. Петропавлівка; с 1923 по 2016 г. — Петро́вка, до 1771 г. Караяшник) — посёлок в Счастьенском районе (до 2020 в Станично-Луганском) Луганской области Украины.

## История
Петропавловка (до 1771 г. — Караяшник, c 1923 по 2016 г. — Петровка) была основана донскими казаками в 1673 году. Расположен посёлок между двумя реками: Ковсуг и Евсуг, которые сливаются в одну — Евсуг, являющейся притоком Северского Донца.
Татары, напавшие на Русское государство, не смогли в 1684 году захватить городок Караяшник, так как тот был сильно укреплён. В 1708 году, после подавления восстания Булавина, когда ряд городков по Донцу был разрушен (в том числе и Караяшник), территория городка была повторно заселена. Северную часть заселили  крестьяне с других районов Украины, а юго-восточную часть донские казаки, основавшие хутор Никишин (по левую сторону реки Ковсуг). В 1771 году в связи с построением храма Петра и Павла слобода Караяшник была переименована в Петропавловку. К началу XX столетия здесь проживало 3,5 тысячи человек, имелась школа.
В ходе Второй мировой войны войны 30 июля 1942 года немецккие войска захватили Петровку. Оккупация продолжалась 173 дня. Немцами было расстреляно 19 человек еврейской национальности, более 200 юношей и девушек выслано на каторжные работы в Германию. Свыше 700 человек ушли на фронт  и более 500 не вернулись домой.
20 января 1943 года Петровка была освобождена 130-м гвардейским полком 44-й стрелковой дивизии . 783 жителя посёлка награждены орденами и медалями за героизм и мужество, проявленные в боях на фронтах , а Григорий Порфирьевич Мостовой удостоен звания Героя Советского Союза (посмертно).
В 1957 году Петровка стала посёлком городского типа. До 1963 года это был районный центр Верхне-Теплового района Луганской области.
В январе 1989 года численность населения составляла 6175 человек.
В июле 1995 года Кабинет министров Украины утвердил решение о приватизации находившегося здесь совхоза.
На 1 января 2013 года численность населения составляла 4999 человек.
В 2016 году посёлку было возвращено историческое название Петропавловка. В настоящее время поселковый совет объединяет пгт Петропавловку и село Войтово.
По состоянию на 2023 год оккупирован Россией в ходе вторжения России на Украину.

## Современность
Общая площадь территории Петропавловского совета составляет 10496 га, из которых 7679 га земли сельскохозяйственного назначения, из них 5318 га — пашня, население — 5300 человек. На территории совета находятся 2 средних (в Петропавловке) и одна неполная средняя (в с. Войтово) школы, Дом культуры , сельский клуб в с. Войтово, три библиотеки, музыкальная школа, учебно-производственный центр , Свято-Петропавловский храм, Петропавловская  больница, ФАП в с. Войтово, два почтовых отделения, 4 сельскохозяйственных предприятия, строительные, дорожные, транспортные предприятия и участки. ЗАО «Кондрашевский песчаный карьер», ООО «Хлебозавод Петровский», ООО «Огороднее» и другие. Работают 30 магазинов, 3 аптеки и 2 парикмахерские.
Село Петропавловка описано в книге-автобиографии Войтова Георгия Кирилловича «Мир иной»:
«Село Петропавловка находится в 25 км от Луганска в западную сторону. Оно широко раскинулось между устьями двух маленьких рек: Ковсуга с севера, Евсуга с юга. Сходясь с востока, они уходят в Северский Донец. На их устье была водяная мельница Завровского, ниже, на полукольце рек, мельница Шарова. Полукольцо рек в зарослях леса. За Ковсугом — густая лесная поросль, по С. Донцу с обеих сторон лес. В селе Петропавловка было два церковных прихода. Село очень обширное. С западной стороны плоскогорье, под горой хутор Рогалик, от него с востока опоясывает хутор Голопузивка — за речкой вплоть до Кутянского моста, где главный выезд на Луганск. С востока село прикрывает песок, песчаные дюны, краснотал. С южной стороны на плоскогорье балка „редкозуб“.»

## Персоналии
- Авраменко, Андрей Андреевич — крупнейший повстанческий атаман Луганщины, анархист сотрудничал с атаманами, которые боролись за независимость Украинской Народной Республики.

## Местный совет
93613, Луганская обл., Станично-Луганский р-н, пгт Петропавловка, пл. Петропавловская, 1